# Elias Bördner
Elias Jona Bördner (* 18. Februar 2002 in Weilburg) ist ein deutscher Fußballspieler.

## Karriere
Bördner begann seine fußballerische Laufbahn als Sechsjähriger beim TuS Haintchen und kam über den SV Wolfenhausen in die Jugendabteilung des SV Wehen Wiesbaden, für die er von 2013 bis 2016 spielte. Nach einem Jahr bei der TSG Wieseck wechselte der Torwart im Jahr 2017 in das Nachwuchsleistungszentrum von Eintracht Frankfurt. Mit Giulio Girelli wechselte er sich in der Spielzeit 2018/19 als Torwart der U17-Mannschaft ab und kam in der B-Junioren-Bundesliga Süd/Südwest zu 17 Einsätzen. Anschließend rückte er in die U19 auf und absolvierte in der Saison 2019/20, die aufgrund der COVID-19-Pandemie im März 2020 vorzeitig abgebrochen wurde, 3 Spiele in der A-Junioren-Bundesliga Süd/Südwest. In der Spielzeit 2020/21 stand er in den ersten 4 Saisonspielen im Frankfurter Tor, ehe der Spielbetrieb aufgrund der COVID-19-Pandemie ab November 2020 eingestellt wurde.
Ab Anfang der Saison 2020/21 war Bördner fester Teil des Mannschaftstrainings der Profis der Eintracht und in der Spielzeit hinter Kevin Trapp und Markus Schubert der dritte Torhüter. Nachdem er bereits mehrmals im Spieltagskader gestanden hatte, unterzeichnete der Torwart im Februar 2021 seinen ersten Profivertrag mit einer Laufzeit bis zum 30. Juni 2023. Am letzten Spieltag debütierte er im Mai 2021 beim 3:1-Heimsieg gegen den SC Freiburg in der Bundesliga.
Zur Spielzeit 2021/22 wurde der Torwart zunächst für ein Jahr an den Drittligisten Viktoria Köln verliehen, bei dem er in der Saison in direkter Konkurrenz zu Moritz Nicolas stand und so nur sechsmal das Kölner Tor hütete. Kurz vor Saisonende wurde Bördner fest verpflichtet.
Im August 2024 wechselte er zu Alemannia Aachen.

## Erfolge
- Mittelrheinpokal-Sieger: 2022, 2023